# Ilarus
Ilarus là một chi bướm đêm thuộc họ Noctuidae.